# Pterotaenia angustifasciata
Pterotaenia angustifasciata är en tvåvingeart som beskrevs av Malloch 1933. Pterotaenia angustifasciata ingår i släktet Pterotaenia och familjen fläckflugor. Inga underarter finns listade i Catalogue of Life.